# روبين ووكر
روبين ووكر (بالإنجليزية: Robyn Walker)‏ هي متسابقة يخت أسترالية، ولدت في 1 يوليو 1959 في Allora, Queensland ‏ في أستراليا.